# De Straatremixes Deel 3
De Straatremixes Deel 3 is het vervolg op de mixtape De Straatremixes Deel 2. Het is deel drie van de trilogie bekendste mixtapes van de Nederlandse rapformatie D-Men.
Voordat de mixtape werd uitgebracht, werden er enkele nummers uitgebracht, waaronder Mijn Band en Open Sollicitatie.
Ook heeft deze mixtape twee bonusnummers samen met Ebon-E: Jij Bent Vet en Bel Me.

## Albumoverzicht
| Nr. | Titel                      | Lengte | Rappers                                                   |
| --- | -------------------------- | ------ | --------------------------------------------------------- |
| 1   | Zeg Maar Niets             | 3:37   | Brutus, Yes-R & Negativ                                   |
| 2   | Voel Het                   | 3:38   | The Opposites & Darryl                                    |
| 3   | Freakstyle                 | 1:18   | Lange Frans                                               |
| 4   | Gore Lul                   | 2:33   | The Opposites                                             |
| 5   | Bow Wow 2                  | 2:22   | Yes-R & Darryl                                            |
| 6   | Krijger                    | 2:24   | Brutus, Negativ & Brace                                   |
| 7   | Ren                        | 4:07   | The Opposites & De Duivel                                 |
| 8   | Poeni                      | 2:49   | Negativ & Brutus                                          |
| 9   | Opscheppers                | 2:41   | Baas B, Big2, Yes-R & Lange Frans                         |
| 10  | Waarschuwing 1             | 2:40   | Negativ & Yes-R                                           |
| 11  | Vieze Ho                   | 3:05   | The Opposites                                             |
| 12  | Open Sollicitaties         | 3:27   | Lange Frans, Negativ & DJ MBA                             |
| 13  | D-Men Ding                 | 1:08   | D-Girls/(Rowena)                                          |
| 14  | Relex                      | 5:15   | Darryl, Lange Frans, Big2, Willy, Negativ, Brace & Brutus |
| 15  | Heleboel Problemen         | 3:15   | Lange Frans                                               |
| 16  | Nokkie                     | 2:23   | Negativ & Willy                                           |
| 17  | Mijn Band                  | 4:18   | Lange Frans, Baas B, Negativ, Brutus, Yes-R & Soesi B     |
| 18  | Fokking Smerig             | 3:12   | Negativ & Brutus                                          |
| 19  | Blagai                     | 2:44   | Negativ, Brutus & C-Ronic                                 |
| 20  | Soesi B                    | 3:26   | Soesi B                                                   |
| 21  | Jij Bent Vet (Bonus Track) | 4:00   | Ebon-E & Brutus                                           |
| 22  | Bel Me (Bonus Track)       | 3:37   | Ebon-E & Negativ                                          |